# Jijie Chai
Jijie Chai (* 1966) ist ein chinesischer Strukturbiologe.
Chai studierte Chemie und wurde am Peking Union Medical College promoviert. Als Post-Doktorand war er 1999 an der Princeton University in der Abteilung Molekularbiologie. Ab 2004 war er am National Institute of Biological Sciences in Peking. 2011 wurde er Professor an der Tsinghua-Universität mit voller Professur ab 2012. Chai erhielt 2017 eine Humboldt-Professur an der Universität zu Köln. Er ist dort auch am Max-Planck-Institut für Pflanzenzüchtungsforschung.
Er untersuchte unter anderem Rezeptoren des Immunsystems mit Kryo-Elektronenmikroskopie und gilt als Experte für dieses Verfahren.